# Monticola rupestris
Monticola rupestris е вид птица от семейство Turdidae.

## Разпространение
Видът е разпространен в Лесото, Свазиленд и Южна Африка.